# Brachymystax
Brachymystax – rodzaj ryb łososiokształtnych z rodziny łososiowatych (Salmonidae). Charakteryzują się małym pyskiem.

## Występowanie
Występują w rzekach (np. w Lenie) i jeziorach górskich Syberii i Dalekiego Wschodu, Chin, Mongolii i Korei Zachodniej. Na zachód od Uralu na ogół nie występują. Opowiada im środowisko zimnych rzek o szybkim nurcie; bytują głównie w górnym ich biegu. Żyją w małych stadach, duże osobniki – samotnie. Osiągają długość około 70 cm i masę 6 kg.

## Klasyfikacja
Gatunki zaliczane do tego rodzaju:
- Brachymystax lenok – lenok[2]
- Brachymystax tumensis

Czasami wyróżniany jest Brachymystax savinovi, klasyfikowany też jako podgatunek lenoka.
Gatunkiem typowym jest Salmo coregonoides (=Brachymystax lenok).